# Aleksandrs Čaks
Aleksandrs Čaks (nombre real, Aleksandrs Čadarainis; Riga, 27 de octubre de 1901 - Riga, 8 de febrero de 1950) fue un escritor y poeta letón.

## Vida
Hijo de un sastre, vivió en su ciudad natal, Riga, toda su vida, ciudad de la que describe el ambiente en sus poemas. Čaks fue le primer escritor letón cuya obra tiene un marcado carácter urbano y que se aparta de las habituales descripciones de la vida en los pueblos del campo, propios de la literatura letona anterior. Publicó en 1928 su primer libro de poemas, dedicado a Riga y su animación. Sus poemas incluyen temas y personajes que no habían sido mostrados anteriormente en la literatura letona, la vida nocturna, vagabundos, prostitutas, los pobres del extrarradio e incluso las canalizaciones de los bloques de viviendas. En sus poemas, Čaks muestra su profundo amor a Riga, reconocible especialmente en su libro El corazón en la acera. 
Aun así, Riga no es el único tema de su poesía, Čaks también tiene poemas románticos y dedicados a la resistencia letona durante la Primera Guerra Mundial. También escribió cuentos cortos, pero son menos conocidos.
En 1949, tras la ocupación soviética, Čaks fue acusado de desviarse de los valores marxistas y produicir obras políticamente falsas. Estas acusaciones debilitaron su salud y murió el 8 de febrero de 1950 de una enfermedad del corazón. 
A 2008, una de las principales calles de Riga lleva su nombre (Čaka Iela), en su honor existe un museo dedicado a él en esa misma calle y en el parque Ziedoņdārzs próximo hay una estatua suya.

## Obras
- Es un šis laiks (Yo y este tiempo), 1928
- Sirds uz trotuāra (El corazón en la acera), 1928
- Pasaules krogs (El bar del mundo), 1929
- Poēma par ormani (Poema del cochero), 1930
- Mana paradīze (Mi paraíso), 1932
- Umurkumurs, 1932
- Mūžības skartie (Tocados por la eternidad), 1-2, 1937-1939
- Kopoti raksti : 6 sējumos, Aleksandrs Čaks, Rīga : Zinātne, 1991-2007
- Minu armastus, Aleksandrs Caks, Tallin, 1976
- Mūžības skartie : dzejas par latviešu strēlniekiem, Aleksandrs Čaks, Rīga : Zinātne, 1988.